# Miasta w Burkinie Faso
Według danych oficjalnych pochodzących z 2006 roku Burkina Faso posiadała ponad 40 miast o ludności przekraczającej 8 tys. mieszkańców. Stolica kraju Wagadugu jako jedyne miasto liczyło ponad milion mieszkańców; 1 miasto z ludnością 100÷500 tys.; 5 miast z ludnością 50÷100 tys.; 11 miast z ludnością 25÷50 tys. oraz reszta miast poniżej 25 tys. mieszkańców.

## Największe miasta w Burkinie Faso
Największe miasta w Burkinie Faso według liczebności mieszkańców (stan na 17.12.2019):
| L.p. | Miasto         | Prowincja  | Liczba ludności |
| ---- | -------------- | ---------- | --------------- |
| 1.   | Wagadugu       | Kadiogo    | 2 200 000       |
| 2.   | Bobo-Dioulasso | Houet      | 537 728         |
| 3.   | Koudougou      | Boulkiemdé | 93 159          |
| 5.   | Ouahigouya     | Yatenga    | 89 148          |
| 6.   | Pouytenga      | Kouritenga | 87 809          |
| 4.   | Banfora        | Comoé      | 75 917          |
| 7.   | Kaya           | Sanmatenga | 69 537          |
| 8.   | Tenkodogo      | Boulgou    | 44 491          |
| 9.   | Fada N’Gourma  | Gurma      | 53 252          |

## Alfabetyczna lista miast w Burkinie Faso
(czcionką pogrubioną wydzielono miasta powyżej 1 mln, obok nazwy miasta ludność według stanu z XII 2006)
- Banfora 75 917 mieszk.
- Batié 10 105
- Bittou 20 118
- Bobo-Dioulasso 489 967
- Bogandé 14 929
- Boromo 14 594
- Boulsa 17 925
- Boussé 15 868
- Dano 16 798
- Dédougou 38 862
- Diapaga 8 400
- Diébougou 17 937
- Djibo 28 990
- Dori 21 078
- Fada N’Gourma 41 785
- Gaoua 25 104
- Garango 35 015
- Gayéri ~15 000
- Gorom-Gorom ~12 000
- Gourcy 24 616
- Houndé 39 458
- Kaya 54 365
- Kokologo 29 385
- Kombissiri 23 460
- Kongoussi 25 172
- Kordié 38 393
- Koudougou 88 184
- Kouka 24 935
- Koupéla 28 151
- Léo 26 779
- Loropéni 45 297
- Manga 19 860
- Méguet 7 273
- Mogtedo 15 076
- Niangoloko 22 310
- Nouna 22 166
- Orodara 23 356
- Ouahigouya 73 153
- Ouargaye 10 103
- Pama 36 503
- Pissila ~43 000
- Pô 24 320
- Pouytenga 60 618
- Réo 28 446
- Sapouy 12 438
- Sebba 4 259
- Sindou 3 437
- Solenzo 16 850
- Tangin Dassouri 39 736
- Tenkodogo 44 491
- Titao 19 131
- Toma 12 401
- Tougan 17 050
- Yako 22 685
- Wagadugu 1 475 223
- Ziniaré 18 619
- Zorgo 20 462